# Felix Jackson
Pour les articles homonymes, voir Jackson.
Felix Jackson, de son vrai nom Felix Joachimson, est un scénariste et un producteur de télévision et de cinéma américain d'origine allemande, né le 5 juin 1902 à Hambourg (Allemagne) et mort le 4 décembre 1992 à Los Angeles (Californie).

## Biographie
Felix Jackson commence comme critique de musique et de théâtre à Berlin, où il suit les cours de Kurt Weill. Il écrit plusieurs pièces qui le font connaître, puis des scénarios. Il est forcé de quitter l'Allemagne, de même que Hermann Kosterlitz. Il émigre à Vienne puis à Budapest, où il rencontre Joe Pasternak, qui lui fait signer un contrat avec Universal Pictures. En 1937 il émigre aux États-Unis, où il travaille à nouveau avec Pasternak et Koster .
À la fin des années 1940, il devient producteur et scénariste pour la télévision, notamment pour CBS et NBC.

## Filmographie partielle

### Cinéma
- 1931 : Nie wieder Liebe d'Anatole Litvak (scénario)
- 1935 : Catherine de Henry Koster (scénario)
- 1935 : Marie Bashkirtseff de Henry Koster (scénario)
- 1935 : Les Quatre Mousquetaires et demi de László Kardos (scénario)
- 1935 : Petite maman de Henry Koster (scénario)
- 1936 : Bubi de Béla Gaál (scénario)
- 1938 : Les trois jeunes filles ont grandi de Henry Koster (scénario)
- 1938 : La P'tite d'en bas de Norman Taurog (scénario)
- 1938 : La Coqueluche de Paris de Henry Koster (scénario)
- 1939 : Mademoiselle et son bébé de Garson Kanin (histoire originale)
- 1940 : Chanson d'avril de Henry Koster (scénario)
- 1941 : Back Street de Robert Stevenson (scénario)
- 1942 : Broadway de William A. Seiter (scénario)
- 1943 : Liens éternels de Frank Ryan (production)
- 1943 : La Sœur de son valet de Frank Borzage (production)
- 1944 : Vacances de Noël de Robert Siodmak (production)
- 1944 : Sensations of 1945 de Andrew L. Stone (production)
- 1944 : Caravane d'amour de Frank Ryan (production)
- 1945 : Deanna mène l'enquête de Charles David (production)
- 1946 : Par sa faute (en) de Richard Wallace (production)
- 1947 : I'll Be Yours (en) de William A. Seiter (production)

### Télévision
- 1950 : Somerset Maugham TV Theatre (adaptation - 1 épisode)
- 1950 : Robert Montgomery Presents (adaptation - 1 épisode ; scénario - 1 épisode)
- 1950 : The Silver Theatre (scénario - 2 épisodes)
- 1950 : Holiday Hotel (production)
- 1951 : Pulitzer Prize Playhouse (adaptation - 1 épisode)
- 1951 : The Bigelow Theatre (scénario - 2 épisodes)
- 1951-1952 : Schlitz Playhouse of Stars (production - 5 épisodes)
- 1953-1956 : Studio One (production - 14 épisodes)
- 1955 : Lux Video Theatre (scénario - 1 épisode)
- 1955 : The Best of Broadway (production - 3 épisodes)
- 1957 : The Restless Gun (production)
- 1958 : Cimarron City (production - 2 épisodes)
- 1959 : The Third Man (production - 15 épisodes)
- 1962 : The DuPont Show of the Week (production - 1 épisode)

## Nominations
- Oscars du cinéma 1940 : Oscar de la meilleure histoire originale pour Mademoiselle et son bébé